# 나이츠브리지

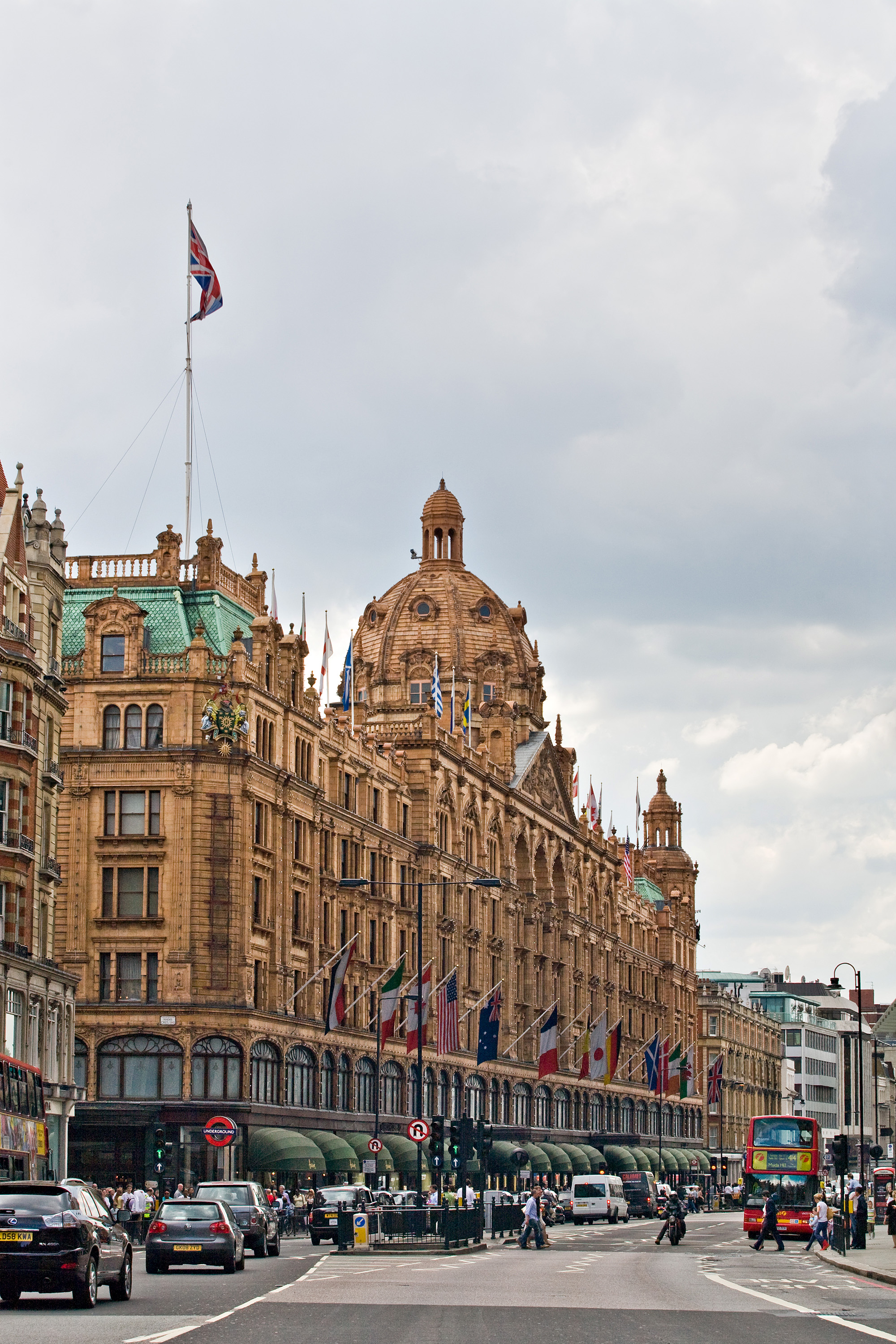
브롬턴 로드의 해러즈

나이츠브리지(Knightsbridge)는 센트럴런던, 하이드 파크 남쪽에 있는 주거 및 소매 지역이다. 런던 계획에서는 웨스트엔드와 함께 런던에 있는 두 개의 국제 소매 센터 중 하나로 확인되었다. 나이츠브리지는 하이드 파크 코너에서 하이드파크 남쪽 근처를 달리는 도로의 이름이기도 하다.
나이츠브리지는 풍부한 역사와 높은 부동산 가격을 지닌 런던의 부유한 지역이다. 이름은 "청년 또는 보유자의 다리"를 의미하는 고대 영어 유래이다. 이 지역은 처음에는 지방 당국에 의해 분할되었으며 여러 본당의 본거지였다. 나이츠브리지는 고급 상점, 부유한 개인을 대상으로 하는 은행, 유명한 레스토랑 및 고급 미용실과 연관되어 있다. 이 지역의 부동산 가격은 세계에서 가장 높은 수준에 속하며, 2007년 원 하이드 파크의 가장 비싼 아파트는 1억 파운드에 판매되었다.
나이츠브리지는 이그지비션 로드(Exhibition Road)와 슬론 스트리트(Sloane Street) 사이에 위치하고 있으며 브롬턴 로드(Brompton Road), 뷰챔프 플레이스(Beauchamp Place) 및 포트스트리트(Pont Street)의 서쪽 구역을 따라 남쪽 경계를 이루고 있다. 이 지역은 스파게티 하우스 포위 공격, 월튼 레스토랑 폭파 사건, 나이츠브리지 보증금 강도 사건 등 역사적으로 세간의 이목을 끄는 범죄의 표적이 되어 왔다.